# Cuando llora la milonga
Cuando llora la milonga es un tango compuesto en 1927, con música de Juan de Dios Filiberto y letra de María Luisa Carnelli. El tango fue dedicado al director y compositor Francisco Canaro.

## Los autores
Juan de Dios Filiberto ( Buenos Aires, Argentina, 8 de marzo de 1885 – ídem 11 de noviembre de 1964) fue un célebre músico argentino, de gran importancia para la consolidación del tango como género musical de fama mundial y autor de canciones clásicas como Caminito (1926), Quejas de bandoneón, El pañuelito (1920), Malevaje (1928), Clavel del aire, muchas de ellas de contenido social. Filiberto adhería a las ideas del anarquismo.
María Luisa Carnelli (La Plata, 31 de enero de 1898 - Buenos Aires, 4 de mayo de 1987) fue una poetisa, escritora, periodista y corresponsal de guerra argentina. Sus artículos fueron publicados en diversos diarios y revistas de la época y entre sus letras más difundidas se encuentran los tangos Se va la vida, Cuando llora la milonga y Pa'l cambalache, grabado por Gardel. Políticamente adoptó la ideología izquierdista, renegando así de su origen burgués.

## Grabaciones
Fue grabado, entre otros, por Francisco Canaro con la orquesta y con el Quinteto Pirincho, Osvaldo Fresedo, Juan Maglio Pacho, Ignacio Corsini, Carlos Gardel acompañado por guitarras (18 de septiembre de 1933), Roberto Firpo, Osvaldo Ribó con la orquesta de Ricardo Tanturi 16 de agosto de 1950 para RCA Victor, Alfredo De Angelis primero de julio de 1952 para Odeon, Sexteto Tango, Azucena Maizani acompañada por Enrique Delfino 5 de diciembre de 1927 para Odeon, Osvaldo Pugliese 26 de diciembre de 1973 para Odeon, Nelly Omar con la orquesta Alberto Di Paulo 4 de julio de 1983 para Magenta y Alberto Amor con la orquesta Rodolfo Biagi 22 de noviembre de 1946 para Odeon.

## Comentarios
Filiberto decía en 1929 que con este tango “quise expresar el dolor del hombre de arrabal que vuelve a su casa sin traer de comer y encuentra a la viejita esperándolo para decirle que los desalojan…” y en 1950 en un reportaje lo consideraba “una rapsodia de temas del suburbio que aspira a expresar lo que acaso sea inexpresable”.

Carnelli, por su parte, reconocía que era su letra más popular, pero no la que más le agradaba y señalaba que tuvo que escribirla “un poco a gusto del compositor. Además algunas frases fueron impuestas por el propio Filiberto.” El cambio a la que se refería la letrista fue en los versos que en la versión original de Carnelli decían:
Y como un corazón
el hueco de un zaguán,
recoge la oración
 que triste dice «cruel mujer».
Filiberto reemplazó este último por “que triste dice fiel mujer”.